# Wolverhampton Wanderers Football Club 2014-2015

## Rosa
| N. |                        | Ruolo | Calciatore         |
| -- | ---------------------- | ----- | ------------------ |
| 1  | Nigeria (bandiera)     | P     | Carl Ikeme         |
| 2  | Irlanda (bandiera)     | D     | Matt Doherty       |
| 3  | Inghilterra (bandiera) | D     | Scott Golbourne    |
| 4  | Galles (bandiera)      | C     | David Edwards      |
| 5  | Inghilterra (bandiera) | D     | Richard Stearman   |
| 6  | Inghilterra (bandiera) | D     | Daniel Batth       |
| 7  | Inghilterra (bandiera) | C     | James Henry        |
| 11 | Scozia (bandiera)      | C     | Kevin McDonald     |
| 12 | Inghilterra (bandiera) | A     | Benik Afobe        |
| 13 | Irlanda (bandiera)     | P     | Aaron McCarey      |
| 14 | Galles (bandiera)      | C     | Lee Evans          |
| 15 | Inghilterra (bandiera) | C     | Tommy Rowe         |
| 17 | Paesi Bassi (bandiera) | C     | Rajiv van La Parra |

| N. |                          | Ruolo | Calciatore           |
| -- | ------------------------ | ----- | -------------------- |
| 19 | Inghilterra (bandiera)   | C     | Jack Price           |
| 23 | Inghilterra (bandiera)   | D     | Ethan Ebanks-Landell |
| 24 | Inghilterra (bandiera)   | C     | Jordan Graham        |
| 27 | Inghilterra (bandiera)   | C     | Michael Jacobs       |
| 29 | Polonia (bandiera)       | P     | Tomasz Kuszczak      |
| 30 | Inghilterra (bandiera)   | D     | Kortney Hause        |
| 33 | Inghilterra (bandiera)   | D     | Dominic Iorfa        |
| 40 | Francia (bandiera)       | A     | Nouha Dicko          |
|    | Inghilterra (bandiera)   | A     | Adam le Fondre       |
|    | Irlanda (bandiera)       | A     | Kevin Doyle          |
|    | Austria (bandiera)       | D     | Georg Margreitter    |
|    | Togo (bandiera)          | A     | Abdoulrazak Boukari  |
|    | Guinea-Bissau (bandiera) | A     | Eusebio Bancessi     |